# Годинес, Хосе
Хосе де Хесус Годинес Наварро (исп. José de Jesús Godínez Navarro; род. 20 января 1997, Гвадалахара) — мексиканский футболист, нападающий клуба «Гвадалахара» и сборной Мексики.

## Клубная карьера
Годинес — воспитанник клуба «Гвадалахара». 7 мая 2017 года в матче против «Некаксы» он дебютировал в мексиканской Примере. 17 сентября в поединке против столичной «УНАМ Пумас» Хосе забил свой первый гол за «Гвадалахару». В том же году Годинес стал чемпионом Мексики. В 2018 году он стал победителем Лиги чемпионов КОНКАКАФ, забив гол в ответном поединке против «Сиэтл Саундерс». Летом 2019 года Годинес был арендован «Леоном». 18 августа в матче против «Гвадалахары» он дебютировал за новую команду.

## Международная карьера
В том же году в составе олимпийской борной Мексики Годинес принял участие в Панамериканских играх в Перу. На турнире он сыграл в матчах против команд Аргентины, Панама, Гондураса и Эквадора.
3 октября того же года в товарищеском матче против сборной Тринидада и Тобаго Годинес дебютировал за сборную Мексики.

## Достижения
«Гвадлахара»
- Чемпионат Мексики по футболу — Клаусура 2017
- Победитель Лиги чемпионов КОНКАКАФ — 2018